# Christopher Hassall
Christopher Hassall (* 24. März 1912 in London; † 25. April 1963 ebenda) war ein britischer Dichter, Schauspieler und Liedtexter, der nicht nur zahlreiche Texte für Musicals und Libretti für Operetten, sondern auch Gedichte und Biografien verfasste und unter anderem mit dem Hawthornden-Preis und dem James Tait Black Memorial Prize ausgezeichnet wurde.

## Leben

### Musicaltexter und Librettist
Hassall, Sohn des bekannten Illustrators John Hassall und jüngerer Bruder der Illustratorin und Holzstichkünstlerin Joan Hassall, war zuerst als Schauspieler am Theater tätig und wurde dann von dem walisischen Entertainer und Komponisten Ivor Novello die Texte für ein neues Musical zu schreiben. Der Erfolg von Glamorous Night (1935) führte dazu, dass Hassall und Novello mehr als fünfzehn Jahre bis zu Novellos Tod 1951 zusammenarbeiteten und dabei unter anderem sieben Erfolgsstücke für die Theater im Londoner West End schufen. Diese Stücke wie Glamorous Night (1935 mit dem Song "Fold Your Wings"), Careless Rapture (1936 – "Music in May"), Crest of the Wave (1937 – "Rose of England"), The Dancing Years (1939 – "Waltz of My Heart"), Arc de Triomphe (1943) und King’s Rhapsody (1949 – "Some Day My Heart") begeisterten zwar das britische Publikum, wurden aber von US-amerikanischen Produzenten als „zu britisch“ für die USA empfunden und kamer daher dort nicht zur Aufführung. Kurz vor Novellos Tod verfasste er 1950 das Libretto für Dear Miss Phoebe.
Einige der Zusammenarbeiten mit Novello wurden auch verfilmt: Glamorous Night (1937) durch Brian Desmond Hurst, The Dancing Years (1948) durch Harold French und King’s Rhapsody (1955) unter der Regie von Herbert Wilcox, wobei er für King’s Rhapsody auch das Drehbuch verfasste.
Die 1954 im Royal Opera House Covent Garden uraufgeführte erste Oper Troilus and Cressida von William Walton entstand ebenfalls nach einem von ihm verfassten Libretto.

### Weitere literarische Arbeiten
Neben dieser Tätigkeit verfasste Hassall auch Gedichte und wurde für seinen 1938 erschienenen  Gedichtband Penthesperon 1939 mit dem renommierten Hawthornden-Preis ausgezeichnet.
Für seine 1959 veröffentlichte Biografie des Staatsbeamten, Übersetzer, Herausgeber, Schriftsteller und Kunstförderer Edward Marsh mit dem Titel Edward Marsh. Patron of the Arts wurde er mit dem James Tait Black Memorial Prize für die Biografie des Jahres geehrt. 1964 erschienen darüber hinaus posthum der Schriftwechsel zwischen ihm und Marsh unter dem Titel Ambrosia and Small Beer: The Record of Correspondence between Edward Marsh and Christopher Hassall sowie eine Biografie des Dichters Rupert Brooke.
Zu seinen weiteren literarischen Arbeiten gehören:
- Poems of two years, 1935
- Devil's Dyke, 1936
- Christ's comet1937
- Crisis, 1939
- Notes on the verse drama, 1948
- The timeless quest1948
- The slow night, and other poems, 1949
- Words by request, 1952
- Out of the whirlwind, 1953
- The player king, 1953
- The red leaf, 1957
- Bell Harry, and other poems, 1963
- Poems for children, 1963